# Resident Evil Requiem
Resident Evil Requiem – gra komputerowa z gatunku survival horror tworzona przez Capcom. Główną bohaterką jest agentka FBI Grace Ashcroft, która zostaje wysłana do Raccoon City.

## Rozgrywka
Resident Evil Requiem to survival horror widziany z perspektywy pierwszej i trzeciej osoby, w którym gracz wciela się w postać Grace Ashcroft. 

## Produkcja
Prace nad grą zostały zapowiedziane 6 czerwca 2025 roku w ramach akcji Summer Game Fest. Demo gry zostało udostępnione podczas targów Gamescom w sierpniu.

## Odbiór

### Przed premierą
Dom Peppiatt z Eurogamera porównał rozgrywkę do gry Obcy: Izolacja. Jego zdaniem gracz podobnie jak bohaterka Obcego nie ma szansy z wrogiem i może tylko zbierać przedmioty i uciekać. Michael McWhertor z serwisu Polygon pozytywnie ocenił główną bohaterkę, jej reakcje na wydarzenia i dubbing. Porównał także elementy horroru i przedstawienie świata do jednej z poprzednich odsłon Resident Evil 7.